# Francesca Neri
Francesca Neri (Trento, 10 de febrero de 1964) es una actriz y productora de cine italiana. Tras graduarse en el Centro Experimental de Cine, inició su carrera a finales de la década de 1980 en papeles menores en películas de su país. Después de protagonizar el largometraje Las edades de Lulú (1990) del cineasta español Bigas Luna, participó en producciones italianas, españolas, francesas y estadounidenses, entre las que destacan las galardonadas El amor no es lo que parece, Al lupo al lupo, Carne trémula, Hannibal, La cena per farli conoscere, El padre de Giovanna y Una famiglia perfetta.
Durante su carrera ha trabajado con renombrados directores como Carlos Saura, Gabriele Salvatores, Pedro Almodóvar, Giuseppe Bertolucci, Pupi Avati, Cristina Comencini y Ridley Scott, y ha coprotagonizado filmes al lado de actores como Antonio Banderas, Javier Bardem, Silvio Orlando, Massimo Troisi, Alessandro Benvenuti, Arnold Schwarzenegger, Monica Bellucci, Carlo Verdone y Sergio Rubini, entre otros. A través de su empresa Bess Movie produjo los largometrajes Melissa P. (2006) y Riprendimi (2008). 
Ganó en dos ocasiones el Premio Nastro d'Argento en la categoría de mejor actriz por su actuación en El amor no es lo que parece (1991) y Carne trémula (1997). Ha sido nominada a seis Premios David de Donatello en las categorías de mejor actriz y mejor actriz de reparto, y ha recibido galardones y nominaciones en otros eventos como los Premios Ciak d'oro, los Premios Flaiano y los Globo d'oro. Luego del rodaje de la película The Habit of Beauty (2016), fue diagnosticada con cistitis intersticial crónica, enfermedad que la ha mantenido alejada del cine y la televisión desde entonces. Estuvo casada durante doce años con el actor Claudio Amendola, con quien tiene un hijo llamado Rocco.

## Biografía

### 1964-1989: nacimiento, estudios y primeros papeles
Neri nació en Trento, ciudad italiana situada en la región de Trentino-Alto Adigio, el 10 de febrero de 1964, hija de un técnico zootecnista y de una ama de casa. En una entrevista con Il Giornale en abril de 2008, confesó que fue una adolescente rebelde a quien sus padres le concedieron «demasiadas libertades». En su autobiografía Come carne viva (2021) contó que tenía una relación fría y distante con su madre, y que, por el contrario, disfrutaba la compañía de su padre, con quien compartía labores del campo como el ordeño y el cuidado del ganado.
Al finalizar la escuela secundaria se mudó a Roma para iniciar estudios universitarios de derecho, motivada principalmente por el deseo de abandonar su hogar paterno: «Ser abogada no era un sueño ni una ambición, sino algo que creía posible. Lo que realmente me interesaba era poner el mayor número posible de kilómetros entre Trento y yo», afirmó en su libro. Paralelamente empezó a tomar lecciones de teatro en una escuela de la ciudad que usaba el método de enseñanza desarrollado por Alessandro Fersen, basado principalmente en la improvisación. En 1984 solicitó ingresar en la Academia Nacional de Arte Dramático Silvio D'Amico y en el Centro Experimental de Cine, y fue aceptada en esta segunda institución. Acto seguido, abandonó la facultad de derecho para centrarse exclusivamente en su formación actoral.
Ese mismo año tuvo su primera experiencia como extra en la película Amarsi un po' de Carlo Vanzina. A partir de ese momento trabajó como figurante en otras producciones cinematográficas, e incluso fue doble de la actriz alemana Hanna Schygulla en El futuro es mujer de Marco Ferreri. En 1986 debutó profesionalmente como miembro del reparto en el telefilme Fuori Scena del cineasta Enzo Muzii, en una pequeña aparición como la hija del personaje de Valeria Moriconi, y un año después registró su primera intervención en un largometraje con Blek el gigante, ópera prima de Giuseppe Piccioni. En el filme trabajó al lado de Roberto De Francesco, Sergio Rubini y Federica Mastroianni. El portal italiano Mymovies.it describió su actuación como «equilibrada y sensual» y como «una pieza fundamental para recrear el clima de indecisión de un grupo de jóvenes inseguros y desorientados».
Después de participar en el telefilme Una donna spezzata de Marco Leto (1988) —basado en la novela La mujer rota de Simone de Beauvoir—, representó a María, uno de los personajes principales en Bankomatt (1989), de Villi Hermann. En este largometraje italosuizo, que estuvo presente en la trigésimo novena edición del Festival Internacional de Cine de Berlín, actuó al lado de Bruno Ganz y Omero Antonutti. El mismo año tuvo una pequeña participación en la cinta de Luigi Comencini Buon Natale... buon anno.

### 1990-1991:Las edades de Lulú,trabajo con Massimo Troisi y primeros premios

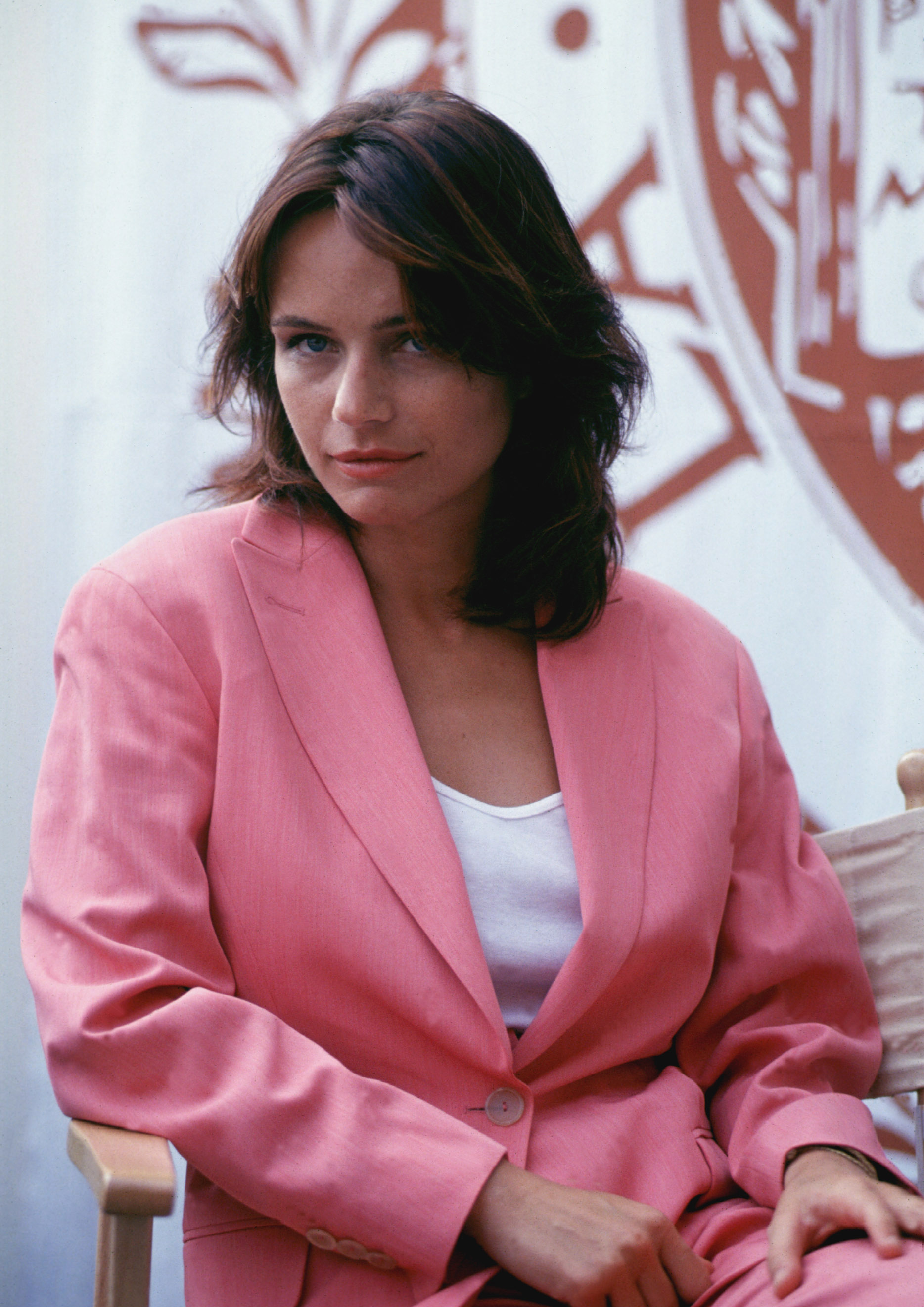
Neri en el Festival de Cine de Venecia (1990).

En mayo de 1990, medios españoles anunciaron que Neri sería el reemplazo de la actriz Ángela Molina como protagonista del largometraje Las edades de Lulú de Bigas Luna. Aunque Molina había firmado previamente un contrato para interpretar al personaje principal de Lulú, justo antes de iniciar el rodaje en Madrid decidió renunciar, pues según ella, cuando comenzaron los ensayos sentía que estaba prácticamente en «una película porno». En esta adaptación de la novela erótica del mismo nombre de la autora Almudena Grandes, Neri interpretó a una joven que se ve envuelta en una aventura con un hombre mayor y descubre facetas ocultas de su sexualidad a lo largo de su vida. Al no dominar plenamente el español, su voz fue doblada por la actriz y cantante madrileña Natalia Dicenta. Según la propia Neri, su participación en el filme tuvo mucho que ver con su consiguiente popularidad en Europa, aunque también reconoció que le ocasionó algunos problemas con sus padres por la alta presencia de escenas eróticas que debió grabar. En su autobiografía relató:

Las edades de Lulú supuso un punto de inflexión: antes, mi profesión consistía únicamente en actuar. Después se trataba también de aparecer en periódicos y participar en actos públicos y programas de televisión. Las alfombras rojas, las entrevistas y las sesiones de fotos fueron muy difíciles. Cuanto más vertiginoso sea el trabajo, peor será su reverberación.

Ese mismo año actuó el rol de Valentina de Santis en Capitán América, una película de bajo presupuesto basada en el superhéroe del mismo nombre y dirigida por Albert Pyun. Aunque fracasó comercialmente y tuvo una pobre recepción crítica, sirvió como la primera experiencia de la actriz en una producción cinematográfica estadounidense.
En 1991 trabajó en la serie de televisión La stella del parco y protagonizó El amor no es lo que parece, película dirigida, escrita y protagonizada por Massimo Troisi. Su papel como la caprichosa amante de un artista napolitano la llevó a ganar un Premio Nastro d'Argento como mejor actriz y una nominación al Premio David de Donatello en la categoría de mejor actriz de reparto. La reseña de Mymovies.it afirmó sobre su desempeño: «Francesca Neri, quien demostró su valía en Las edades de Lulú, se reconfirma como una excelente actriz y también consigue aguantar el protagonismo de Troisi, quien aquí parece reducido». Neri contó en una entrevista para la página The Social Post sobre su experiencia con el director: «[A Troisi] le encantaba hacer las cosas a la perfección, pero en el set nunca hubo tensiones, enfados o peleas».

### 1992-1996: popularidad en Italia
En 1992 viajó a Port-Bou, Gerona para participar nuevamente en una producción cinematográfica española, esta vez como la directora teatral Asja Lācis en La última frontera de Manuel Cussó-Ferrer, la cual relata los últimos días en la vida del filósofo Walter Benjamin. Ese mismo año asumió el papel de Livia Sagonà, la hermana rebelde de los personajes interpretados por Sergio Rubini y Carlo Verdone, en el filme cómico Al lupo al lupo. Su desempeño fue reconocido en los Premios Flaiano —en los que fue nombrada como la mejor intérprete— y en los Nastro d'Argento —donde recibió una nominación a mejor actriz—. En una reseña retrospectiva, el diario La Nazione destacó «el perfecto engranaje de las tres personalidades de los protagonistas» y aseguró que en la película Neri finalmente pudo aparecer «distendida». El mismo año actuó como Marina, una estríper contratada por un grupo de jóvenes, en el segundo segmento de Sabato italiano de Luciano Manuzzi.
El cineasta Gabriele Salvatores la escogió en 1993 para coprotagonizar al lado de Silvio Orlando y Claudio Bisio su largometraje Sud, acerca de una revuelta sindicalista en una pequeña población al sur de Italia. Apareció también junto a Jacques Perrin en La huida del inocente de Carlo Carlei, obra nominada en la categoría de mejor película en lengua no inglesa en los Premios Globo de Oro de 1993. En ¡Dispara!, del español Carlos Saura, interpretó a una domadora de caballos que se ve envuelta en una espiral de violencia tras ser víctima de una violación, papel para el que debió prepararse tomando clases en una escuela de equitación cerca de Roma. En su reseña para el portal Aceprensa, Pedro Antonio Urbina destacó el esfuerzo de los actores principales (Neri y Antonio Banderas), pero aseguró que el argumento «tiene excesivos agujeros».
Después de aparecer en el videoclip de la canción «Otra como tú» del cantante italiano Eros Ramazzotti, en 1995 protagonizó la película Ivo il tardivo de Alessandro Benvenuti como Sara, una mujer bondadosa que acoge en su comunidad a un enfermo mental interpretado por el propio Benvenuti. Su labor nuevamente fue reconocida por la crítica especializada y la llevó a competir por el Nastro d'Argento como mejor actriz. En 1996 participó en dos largometrajes italianos: Il cielo è sempre più blu y La mia generazione. En el primero integró un amplio elenco de reconocidos intérpretes como Monica Bellucci, Asia Argento, Margherita Buy, Daniele Luchetti y Dario Argento bajo la dirección de Antonello Grimaldi, y en el segundo —candidato italiano en los Premios Óscar de 1997 en la categoría de mejor película internacional— interpretó a la compañera de un terrorista durante el periodo histórico conocido como los años del plomo.

### 1997-2001:Carne trémulay películas estadounidenses

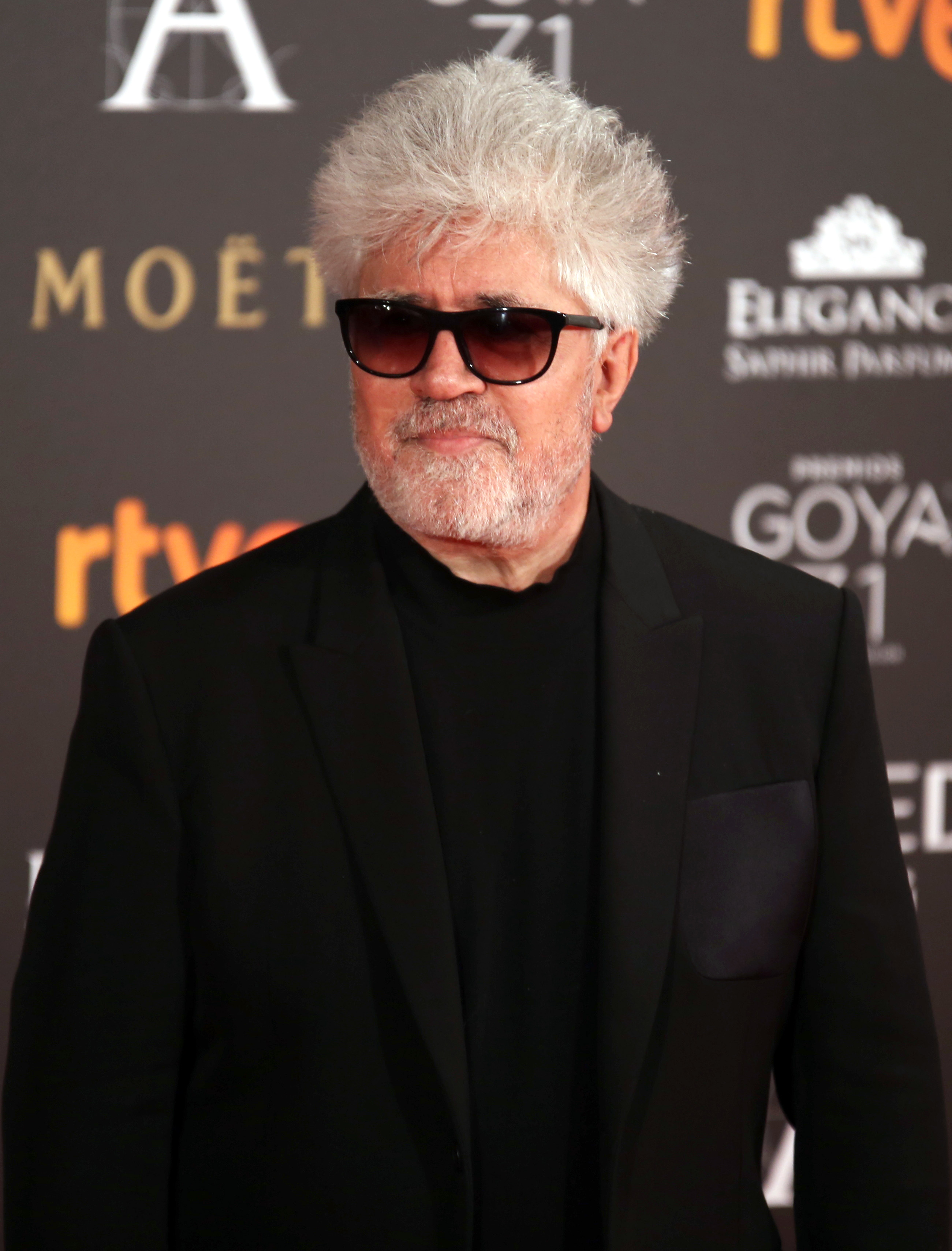
Neri trabajó con el cineasta español Pedro Almodóvar (fotografía) en la película Carne trémula (1997). En una entrevista posterior, la actriz aseguró que el director «utiliza a los actores hasta el punto de que puede hacer daño».

En 1997 actuó en el filme de Franco Bernini Las manos fuertes, presentado en la Semana de la Crítica del Festival de Cannes. Compartió el rol protagónico con Claudio Amendola —quien se convertiría en su esposo años después— como una psicoanalista que debe tratar al responsable de la masacre de la Plaza de la Loggia en Brescia. David Rooney del semanario Variety elogió el trabajo de la actriz en su reseña: «Neri transmite el peso de años de ira y sufrimiento, así como el malestar por las trascendentales decisiones personales y profesionales que debe tomar su personaje». Su labor le valió su primera y única nominación al premio Globo d'oro como mejor actriz.
El mismo año protagonizó la cinta española Carne trémula de Pedro Almodóvar junto con Javier Bardem, Liberto Rabal, Ángela Molina, Penélope Cruz y Pepe Sancho. Su representación de una mujer que se ve envuelta en un peligroso triángulo amoroso nuevamente la llevó a ganar el Nastro d'Argento a la mejor actriz, pero dividió a la crítica española. El Diario Vasco se refirió en su reseña a la elección de Neri y Rabal como el punto débil de la película, mientras que José María Aresté de Aceprensa calificó el desempeño del reparto en general como «aceptable». Sobre la experiencia de trabajar con Almodóvar, la actriz manifestó en una entrevista al diario El País que lo considera «un genio», pero también confesó que «utiliza a los actores hasta el punto de que puede hacer daño». En su libro afirmó que, aunque inicialmente tuvo una relación muy cercana con el director, todo cambió cuando comenzó el rodaje:

Empezamos a rodar y [Pedro Almodóvar] se convirtió en otra persona. Me cortó. No más complicidad, no más cercanía. Él era el director y yo era su actriz [...] Después de dos meses de amistad, de conocimiento asiduo, de plena confianza, me encontré de repente sola. Me había abandonado y traicionado por la película, y eso duele.

Su siguiente película en Italia fue Matrimoni (1998), una comedia romántica dirigida por Cristina Comencini. Por su interpretación de Giulia, una mujer casada que pone en peligro su hogar luego de encontrarse con un antiguo amor, obtuvo nominaciones como mejor actriz en los premios Nastro d'Argento y David de Donatello. Un año después cosechó dos nuevas nominaciones en ambos eventos con su rol en el filme El dulce rumor de la vida de Giuseppe Bertoluci (1999), como una mujer que adopta a un bebé abandonado para cubrir el vacío de una decepción amorosa. Repitió nominación al David de Donatello en el año 2000 con su participación en Io amo Andrea, una comedia dramática de temática LGTB dirigida por Francesco Nuti en la que compartió el rol principal con Agathe de La Fontaine y el propio Nuti. La reseña en la página FilmTV.it destacó que en el filme «la historia de la homosexualidad se aborda con extrema superficialidad y es absolutamente descabellada [...] sin embargo, Io amo Andrea no se hunde en el abismo gracias a Francesca Neri, el único personaje convincente».
En abril de 2000 la revista Variety anunció que Neri y el actor italiano Giancarlo Giannini participarían en el largometraje estadounidense Hannibal, dirigido por Ridley Scott y basado en la novela homónima de Thomas Harris. La actriz desempeñó el papel secundario de Allegra Pazzi, la esposa de un detective que se encuentra detrás de la pista del asesino serial Hannibal Lecter en Italia. Hannibal inició su etapa de rodaje en Florencia en mayo del mismo año y llegó a los cines en febrero de 2001, recaudando más de 350 millones de dólares en taquilla. Neri expresó sobre su participación: «Todos habrían dado cualquier cosa por ser la actriz o el actor italiano del momento en Hollywood, una oportunidad única en la vida [...] Sin embargo, en Hannibal, la megaproducción de Ridley Scott con Sir Anthony Hopkins y el gran Giancarlo Giannini, hice un papel pequeño, rodado en Florencia, a un tiro de piedra de casa».
Luego de recibir una llamada del realizador Andrew Davis —quien se interesó en ella después de ver Carne trémula—, a finales del año 2000 se trasladó a México para iniciar la grabación de Collateral Damage, otra producción estadounidense en el que interpretó a Selena Perrini, la esposa colombiana de un terrorista que enfrenta la venganza de un bombero de Los Ángeles que pierde a su familia en un atentado. Protagonizada por Arnold Schwarzenegger, Elias Koteas, Cliff Curtis y Neri, tuvo una tibia recepción crítica y un pobre desempeño de taquilla. En su autobiografía confesó que tenía otra propuesta para participar en un filme italiano, pero que aceptó aparecer en Collateral Damage como un desafío: «No quería hacer una película de acción, no me interesaba, no era mi género y lo sabía [...] Como siempre, prevaleció el gusto por el reto, por saltar un listón demasiado alto». También contó que debió viajar de nuevo a los Estados Unidos para regrabar la escena de su muerte, pues los asistentes a las proyecciones previas no quedaron satisfechos con la toma inicial, en la que su personaje fallecía en un accidente automovilístico.

### 2002-2013: regreso a Italia y trabajo con Pupi Avati
Aunque recibió otras ofertas para actuar en películas estadounidenses, decidió rechazarlas para volver a Italia y estar cerca de su familia. Ahí participó en el filme francés El misterio de Ginostra, en el que integró un reparto internacional conformado por Harvey Keitel, Andie MacDowell, Harry Dean Stanton y Asia Argento bajo la dirección de Manuel Pradal. En 2003 participó en la película italiana La felicità non costa niente de Mimmo Calopresti, en una actuación que le valió una nueva nominación a los premios David de Donatello, esta vez en la categoría de mejor actriz de reparto. Ese mismo año compartió el rol protagónico con Giancarlo Giannini en Per sempre de Alessandro Di Robilant como Sara, una mujer que disfruta al romper el corazón de los hombres. Según el crítico Davide Verazzani de Mymovies.it, Di Robilant «se limita a sostener un guion descuidado y no explota totalmente las habilidades de los intérpretes: una escultural Neri y un apasionado Giannini», y para Lietta Tornabuoni del diario La Stampa, «la cada vez más bella e interesante Francesca Neri representa, junto a Giancarlo Giannini, la fuerza de la película». La actriz describió su personaje en una entrevista al diario La Repubblica: «Un alma lacerada estará así para siempre. Sara, mi personaje, se comporta así no por perfidia, sino porque evidentemente también está herida. Es desafiante, está decepcionada de los hombres y no cree en el amor». En 2004 incursionó en el género giallo con Il siero della vanità de Alex Infascelli como Sonia Norton, una presentadora de televisión implicada en varios crímenes. En una nota para La Repubblica, afirmó que interpretar ese tipo de personaje fue una experiencia divertida: «Para mí, [Sonia] es como una caricatura, mientras que Alex [Infascelli] la ve como una especie de Frakenstein».

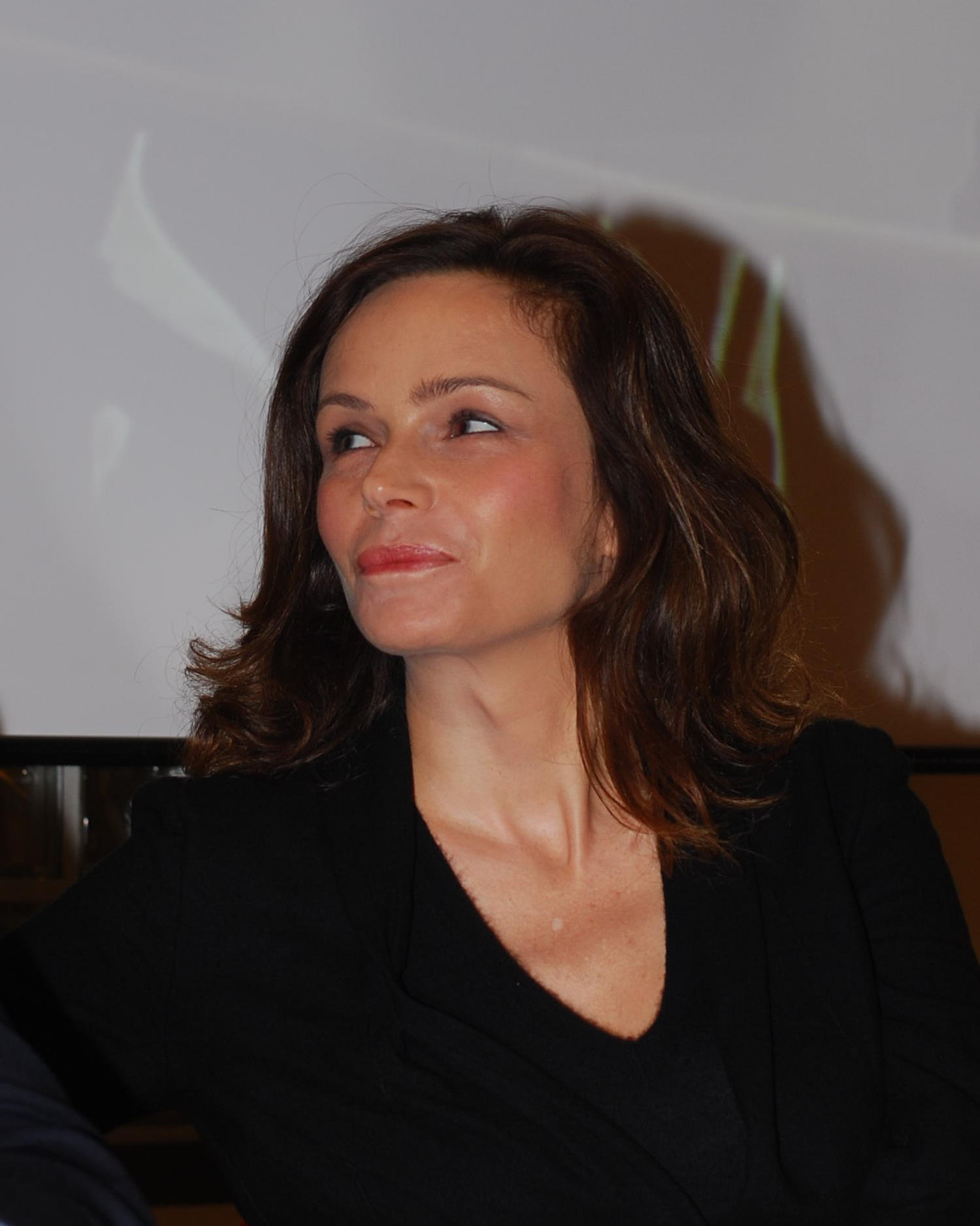
Neri en 2008.

En 2005 protagonizó el telefilme de Lodovico Gasparini La signora delle camelie, una adaptación de la novela La dama de las camelias de Alexandre Dumas. En una entrevista para el diario Messaggero Veneto, expresó su satisfacción por encarnar a Margarita Gautier, personaje principal de la obra de Dumas: «Recibo muchas propuestas de ficción, pero esta no podía ser rechazada [...] Tenía que interpretar a uno de esos personajes que siempre han hecho feliz a toda actriz y que esperas conocer al menos una vez en tu carrera».
A través de su compañía Bess Movie —cofundada junto con Claudio Amendola—, en 2006 tuvo su primera experiencia como productora en la película Melissa P., dirigida por Luca Guadagnino y basada en la novela erótica Los cien golpes de Melissa Panarello. Según el diario El Mundo, Neri se interesó en el proyecto luego de ver el potencial de la historia e inició la búsqueda de una actriz que pudiera representar «las brutales experiencias de la protagonista [de la novela]». La escogida fue la madrileña María Valverde, quien declaró que realizar las escenas de sexo le pareció «muy divertido». Ese mismo año, Neri inició una colaboración con el cineasta Pupi Avati que se extendió durante tres largometrajes. El primero de ellos fue La cena per farli conoscere, en el que representó el papel secundario de Alma Kero. Por su actuación cosechó nominaciones en los premios Nastro d'Argento y David de Donatello como mejor actriz de reparto. Mattia Pasquini del portal Film.it valoró su trabajo y el de Vanessa Incontrada como lo más destacable del reparto.
La segunda de sus colaboraciones con Avati llegó en 2008 con El padre de Giovanna, largometraje ambientado en los años 1940 en el que encarna a Delia Casali, la esposa de un profesor de secundaria con una profunda crisis familiar. En una entrevista con el medio Il Giornale, Neri aseguró que Avati creó el personaje de Delia especialmente para ella y confesó que, aunque nunca había hecho una película ambientada en la década de 1940, se sentía intrigada por esa época. De nuevo su desempeño fue reconocido en los premios Nastro d'Argento con un galardón en la categoría de mejor actriz secundaria, y la llevó a obtener su primera y única nominación a los Ciak d'Oro en la misma categoría.
Su segundo trabajo como productora fue Riprendimi (2008) de Anna Negri, largometraje rodado en formato de falso documental con una fuerte presencia de personajes femeninos. «En Riprendimi, mi segunda producción, Anna Negri dirige un elenco femenino en una historia que siento muy mía, porque está contada desde el punto de vista de las mujeres. Son mujeres que leen y van al cine, y son ellas las que toman las decisiones», afirmó Neri en una entrevista con Il Giornale. En los premios Flaiano de 2008 ganó el Pegaso de Oro como mejor productora por su trabajo en el filme.
En 2010 registró su colaboración final con Avati en Una sconfinata giovinezza, película en la que interpretó el rol de una mujer que debe enfrentar los problemas que trae el diagnóstico de alzehimer de su esposo. Confesó para el diario La Repubblica que Avati le pidió que «pareciera envejecida y aparentara al menos diez años más que en la realidad» al momento de hacer su papel. Con una recepción crítica mixta, el filme logró figurar en la cartelera del sexagésimo séptimo Festival Internacional de Cine de Venecia.
En 2013 logró su última nominación como mejor actriz de reparto en los premios David de Donatello por su participación en Una famiglia perfetta de Paolo Genovese, adaptación de la película española Familia (1996). En esta comedia navideña da vida a Alicia, una actriz que hace parte de una compañía teatral contratada por un hombre que no desea pasar Nochebuena en soledad. A pesar de los galardones y nominaciones —entre los que se incluye el premio Cusumano para Neri en la ceremonia de los Nastro d'Argento—, el filme tuvo una recepción tibia por parte de la crítica especializada.

### 2014-actualidad: últimas apariciones en el cine italiano
En 2014 participó en Il ricco, il povero e il maggiordomo, película que contó con la dirección de Aldo Baglio, Morgan Bertacca y Giacomo Poretti, en la que nuevamente asumió un papel secundario, el de una fría funcionaria de banco. Según Antonio Bracco del portal ComingSoon.it, Neri realiza uno de los «papeles secundarios clave» y le da al filme «una mayor frescura interpretativa», mientras que para Paola Casella, de Mymovies.it, el trío de cineastas y los intérpretes logran crear escenas originales, aunque «[la película] permanece anclada a los códigos de la televisión, sin grandes destellos». A pesar de las críticas dispares, la cinta lideró la taquilla italiana en la semana de su lanzamiento. Un año después actuó en los filmes La nostra quarantena de Peter Marcias y Senza fiato de Raffaele Verzillo. En el primero, basado en la historia real del barco marroquí Kenza que estuvo varado más de dos años en el puerto de Cagliari, interpretó a una maestra universitaria, y en el segundo el de una mujer adulta que se vuelve alcohólica tras ser abandonada por su esposo.
En 2016 realizó la que, hasta la fecha, es su última aparición en una película, en The Habit of Beauty de Mirko Pincelli. En este filme dramático, producido entre Italia y el Reino Unido, encarnó a Elena, una mujer que debe luchar por recuperar a su esposo tras la muerte de su hijo. Rodado casi en su totalidad en Londres y estrenado en junio de 2017, tuvo una recepción crítica mixta. La actriz afirmó en su autobiografía que el montaje final no favoreció el resultado:

La película fue una experiencia decepcionante. Acepté hacerla para dar a un buen director la oportunidadad de mostrar su talento. Para mí es una especie de misión encender la mecha del talento de los demás, sobre todo de los jóvenes, a los que a menudo se subestima por su edad [...] Muchas escenas que yo consideraba fundamentales fueron eliminadas. Y, como consecuencia, muchos de los matices de Elena se desvanecieron; muchos de sus comportamientos carecían de motivación.

 Tras el rodaje empezó a sentir los síntomas de una enfermedad que le impedía llevar a cabo su actividad profesional de forma plena, aunque inicialmente no aportó mayores detalles sobre su condición. En una entrevista con Silvia Toffanin para el programa de televisión Verissimo en 2021, su entonces esposo Claudio Amendola declaró que Neri sufría de un constante dolor físico que le causaba muchas dificultades en su día a día.
El 5 de octubre de 2021 publicó su autobiografía Come carne viva, en el que explicó que el motivo de su ausencia se debió a una cistitis intersticial crónica. Apareció nuevamente ante los medios ese mismo mes para promocionar el libro, y asistió a diversas editoriales para firmar copias y brindar entrevistas. El 4 de noviembre se presentó en el programa de variedades Oggi è un altro giorno de la cadena Rai, conducido por Serena Bortone, en el que habló sobre su enfermedad y repasó momentos importantes de su carrera. En su libro, Neri reveló que consideraría una propuesta de Pupi Avati para regresar al cine: «Hay condiciones y situaciones en las que podría seguir trabajando. Con Pupi Avati, por ejemplo [...] Creo que se me daría bien, mejor que en el pasado. Porque estos años de jubilación me han enriquecido como persona».

## Vida personal

### Relaciones y aficiones
A finales de la década de 1980, Neri inició una relación sentimental con el productor de cine Domenico Procacci. Luego de compartir el papel protagónico en Las manos fuertes (1997), comenzó un noviazgo con el actor Claudio Amendola, hijo del actor de voz Ferruccio Amendola. En 1999 tuvieron un hijo llamado Rocco, y contrajeron matrimonio en la ciudad de Nueva York en 2010. La actriz sufrió dos abortos espontáneos antes del nacimiento de su hijo.
En octubre de 2022 algunos medios reportaron la separación de la pareja después de veinticinco años de relación. Según la revista Vanity Fair, ambos presentaron los documentos de divorcio y acordaron la asignación para Neri de la vivienda familiar y la manutención de su hijo Rocco.
Es seguidora del club de fútbol Società Sportiva Lazio, un equipo de la capital italiana. También disfruta del tenis, y manifestó que en su juventud Adriano Panatta era uno de sus deportistas favoritos. Mientras se recuperaba de una enfermedad en su casa, desarrolló una afición por el juego de naipes conocido como buraco, e incluso participó en diversos torneos en línea.

### Problemas de salud
Durante la grabación del filme ¡Dispara! (1993), Neri cayó de un caballo y se golpeó fuertemente en la espalda. Permaneció paralizada por el dolor durante 48 horas, pero logró finalizar la escena mediante el uso de fuertes calmantes. Desde entonces debió realizar sesiones regulares de ejercicios para evitar dolencias en su espalda. En septiembre de 1997 sufrió una fractura de clavícula en un accidente automovilístico a las afueras de la localidad de Fregene. Tuvo que someterse a un tratamiento con una férula durante cuarenta días.
| «No puedo decir que haya encontrado una cura. No hay cura. Hay terapias. Me convertí en cinturón negro en terapias de primera, segunda, tercera y cuarta línea antes de descubrir que hay métodos naturales para prevenir los episodios agudos».—Neri sobre la forma de controlar su enfermedad. |

En su autobiografía confesó que tras el rodaje de la película The Habit of Beauty empezó a sentir dolencias relacionadas con la cistitis, una enfermedad que padecía «tres o cuatro veces al año». Después de realizarse algunas pruebas, descubrió que sus problemas de salud estaban relacionados con la cistitis intersticial crónica, una afección de causa desconocida que provoca «alta frecuencia de micción, capacidad vesical limitada, contracción de los músculos pélvicos, inflamación, neuropatía y dolor».
Inicialmente se sometió a un tratamiento de instilación de ácido hialurónico a través de la uretra, pero el procedimiento era muy doloroso y le brindaba pocos días de alivio, por lo que decidió interrumpirlo y probar otras alternativas, como la acupuntura, la terapia floral, la medicina psicosomática y la nutripuntura, sin éxito. Mientras luchaba contra la cistitis, desarrolló fibromialgia, lo que empeoró su estado de salud. Finalmente pudo controlar la enfermedad adoptando hábitos de alimentación saludables y mediante el consumo de suplementos ricos en D-manosa, un azúcar simple extraído de la corteza de algunas plantas que ayuda a combatir las infecciones urinarias y evita los episodios agudos.

## Filmografía

### Como actriz

#### Cine
| Año  | Título                               | Papel               | Director(es)                                   | Ref.   |
| ---- | ------------------------------------ | ------------------- | ---------------------------------------------- | ------ |
| 1987 | Blek el gigante                      | Laura               | Giuseppe Piccioni                              | [ 1 ]  |
| 1989 | Bankomatt                            | María               | Villi Hermann                                  | [ 1 ]  |
| 1989 | Buon Natale... buon anno             | Mujer en el autobús | Luigi Comencini                                | [ 1 ]  |
| 1990 | Las edades de Lulú                   | Lulú                | Bigas Luna                                     | [ 13 ] |
| 1990 | Capitán América                      | Valentina de Santis | Albert Pyun                                    | [ 18 ] |
| 1991 | El amor no es lo que parece          | Cecilia             | Massimo Troisi                                 | [ 21 ] |
| 1992 | Sabato italiano                      | Marina              | Luciano Manuzzi                                | [ 1 ]  |
| 1992 | La última frontera                   | Asja Lācis          | Manuel Cussó-Ferrer                            | [ 24 ] |
| 1992 | Al lupo al lupo                      | Livia Sagonà        | Carlo Verdone                                  | [ 1 ]  |
| 1993 | La huida del inocente                | Marta Rienzi        | Carlo Carlei                                   | [ 30 ] |
| 1993 | ¡Dispara!                            | Ana                 | Carlos Saura                                   | [ 31 ] |
| 1993 | Sud                                  | Lucía               | Gabriele Salvatores                            | [ 28 ] |
| 1995 | Ivo il tardivo                       | Sara                | Alessandro Benvenuti                           | [ 34 ] |
| 1995 | Il cielo è sempre più blu            |                     | Antonello Grimaldi                             | [ 1 ]  |
| 1996 | La mia generazione                   | Giulia              | Wilma Labate                                   | [ 1 ]  |
| 1997 | Las manos fuertes                    | Claudia             | Franco Bernini                                 | [ 41 ] |
| 1997 | Carne trémula                        | Helena              | Pedro Almodóvar                                | [ 43 ] |
| 1998 | Matrimoni                            | Giulia              | Cristina Comencini                             | [ 48 ] |
| 1999 | El dulce rumor de la vida            | Sofía               | Giuseppe Bertoluci                             | [ 51 ] |
| 2000 | Io amo Andrea                        | Andrea              | Francesco Nuti                                 | [ 54 ] |
| 2001 | Hannibal                             | Allegra Pazzi       | Ridley Scott                                   | [ 56 ] |
| 2002 | Collateral Damage                    | Selena Perrini      | Andrew Davis                                   | [ 62 ] |
| 2002 | El misterio de Ginostra              | Elena Gigli         | Manuel Pradal                                  | [ 66 ] |
| 2003 | La felicità non costa niente         | Sara                | Mimmo Calopresti                               | [ 67 ] |
| 2003 | Per sempre                           | Sara                | Alessandro Di Robilant                         | [ 69 ] |
| 2004 | Il siero della vanità                | Sonia Norton        | Alex Infascelli                                | [ 71 ] |
| 2006 | La cena per farli conoscere          | Alma Kero           | Pupi Avati                                     | [ 76 ] |
| 2008 | El padre de Giovanna                 | Delia Casali        | Pupi Avati                                     | [ 3 ]  |
| 2010 | Una sconfinata giovinezza            | Francesca           | Pupi Avati                                     | [ 84 ] |
| 2012 | Una famiglia perfetta                | Alicia              | Paolo Genovese                                 | [ 87 ] |
| 2014 | Il ricco, il povero e il maggiordomo | Assia               | Aldo Baglio, Morgan Bertacca y Giacomo Poretti | [ 88 ] |
| 2015 | La nostra quarantena                 | María Mercadante    | Peter Marcias                                  | [ 92 ] |
| 2015 | Senza fiato                          | Luciana             | Raffaele Verzillo                              | [ 93 ] |
| 2016 | The Habit of Beauty                  | Elena               | Mirko Pincelli                                 | [ 94 ] |

#### Televisión
| Año  | Título                   | Papel             | Notas     | Ref.    |
| ---- | ------------------------ | ----------------- | --------- | ------- |
| 1986 | Fuori scena              | Hija de Elena     | Telefilme | [ 9 ]   |
| 1988 | Una donna spezzata       |                   | Telefilme | [ 10 ]  |
| 1990 | Stelle in fiamme         |                   | Seriado   | [ 120 ] |
| 1991 | La stella del parco      |                   | Seriado   | [ 19 ]  |
| 2005 | La signora delle camelie | Margarita Gautier | Telefilme | [ 121 ] |

#### Videoclips
| Año  | Título         | Artista         | Ref.   |
| ---- | -------------- | --------------- | ------ |
| 1995 | «Otra como tú» | Eros Ramazzotti | [ 33 ] |

### Como productora
| Año  | Título     | Director(a)     | Ref.   |
| ---- | ---------- | --------------- | ------ |
| 2006 | Melissa P. | Luca Guadagnino | [ 74 ] |
| 2008 | Riprendimi | Anna Negri      | [ 81 ] |

## Premios y nominaciones
| Evento                     | Año  | Categoría o premio      | Película                     | Resultado | Ref.   |
| -------------------------- | ---- | ----------------------- | ---------------------------- | --------- | ------ |
| Premios David de Donatello | 1992 | Mejor actriz            | El amor no es lo que parece  | Nominada  | [ 22 ] |
| Premios David de Donatello | 1999 | Mejor actriz            | Matrimoni                    | Nominada  | [ 50 ] |
| Premios David de Donatello | 2000 | Mejor actriz            | Io amo Andrea                | Nominada  | [ 53 ] |
| Premios David de Donatello | 2000 | Mejor actriz            | El dulce rumor de la vida    | Nominada  | [ 53 ] |
| Premios David de Donatello | 2003 | Mejor actriz de reparto | La felicità non costa niente | Nominada  | [ 67 ] |
| Premios David de Donatello | 2007 | Mejor actriz de reparto | La cena per farli conoscere  | Nominada  | [ 78 ] |
| Premios David de Donatello | 2013 | Mejor actriz de reparto | Una famiglia perfetta        | Nominada  | [ 86 ] |
| Premios Flaiano            | 1993 | Mejor intérprete        | Al lupo al lupo              | Ganadora  | [ 26 ] |
| Premios Flaiano            | 2008 | Mejor productora        | Riprendimi                   | Ganadora  | [ 82 ] |
| Premios Ciak d'oro         | 2009 | Mejor actriz de reparto | El padre de Giovanna         | Nominada  | [ 80 ] |
| Premios Globo d'oro        | 1997 | Mejor actriz            | Las manos fuertes            | Nominada  | [ 42 ] |
| Premios Nastro d'argento   | 1992 | Mejor actriz            | El amor no es lo que parece  | Ganadora  | [ 21 ] |
| Premios Nastro d'argento   | 1993 | Mejor actriz            | Al lupo al lupo              | Nominada  | [ 27 ] |
| Premios Nastro d'argento   | 1996 | Mejor actriz            | Ivo il tardivo               | Nominada  | [ 35 ] |
| Premios Nastro d'argento   | 1998 | Mejor actriz            | Carne trémula                | Ganadora  | [ 44 ] |
| Premios Nastro d'argento   | 1999 | Mejor actriz            | Matrimoni                    | Nominada  | [ 49 ] |
| Premios Nastro d'argento   | 2000 | Mejor actriz            | El dulce rumor de la vida    | Nominada  | [ 52 ] |
| Premios Nastro d'argento   | 2007 | Mejor actriz de reparto | La cena per farli conoscere  | Nominada  | [ 77 ] |
| Premios Nastro d'argento   | 2009 | Mejor actriz de reparto | El padre de Giovanna         | Ganadora  | [ 79 ] |
| Premios Nastro d'argento   | 2013 | Premio Cusumano         | Una famiglia perfetta        | Ganadora  | [ 86 ] |